# Église Saint-Pierre de Parentis-en-Born
L'église Saint-Pierre est un lieu de culte catholique situé sur la commune de Parentis-en-Born, dans le département français des Landes. Elle est une étape sur la voie du littoral des chemins de Saint-Jacques de Compostelle.

## Présentation
L’église, dédiée à Saint Pierre, est bâtie en garluche dans le style gothique au XVe siècle. Plusieurs fois remaniée depuis sa construction, elle est l'édifice le plus ancien de la commune.
Sa nef était flanquée jusqu'en 1921 d'une tour fortifiée datant de la guerre de Cent Ans, constituant la plus ancienne partie de l'édifice (XIVe siècle). Elle était dotée d'une salle haute percée de meurtrières et abritant deux petits canons à main, également appelés couleuvrines. Démolie, elle est remplacée par le clocher-porche actuel achevé en 1922.
Le département des Landes compte encore ainsi plusieurs exemples d'églises fortifiées. A mesure de la reconquête de l'Aquitaine par les rois de France sur les Anglais, ces tours perdent peu à peu leur fonction défensive et se voient accoler des nefs d'églises dont elles deviennent les clochers, .
La paroisse de Parentis-en-Born est quant à elle attestée dès le XIIIe siècle. Elle devient, de 1550 à 1801, le siège d'un archiprêtré, réunissant les anciens archiprêtrés du Buch et du Born, soit un territoire de plus de 100 km de long incluant les paroisses suivantes (du nord au sud) : Lacanau, Saumos, Le Porge, Le Temple, Lège, Andernos, Lanton, Audenge, Biganos, Lamothe, Le Teich, La Teste, Cazaux, Mios, Salles, Béliet, Sanguinet, Biscarrosse, Parentis, Gastes, Sainte-Eulalie, Pontenx, Saint-Paul, Aureilhan, Mimizan, Bias, Mézos, Saint-Julien, Le Vignaq.

### Architecture
L'église possède deux collatéraux de même hauteur que le vaisseau central, faisant d'elle une église-halle. Les deux collatéraux ont peut-être été adjoints après la victoire de la France à la guerre de Cent Ans. Cette hypothèse est confortée par la présence sur le collatéral sud d'une clef de voûte ornée des armes de France (trois fleurs de lys), pratique typique de ces périodes de rattachement de provinces au royaume de France, comme c'est le cas dans d'autres églises du voisinage : Lüe, Commensacq, Trensacq, Vert, Moustey, Richet, Saugnac-et-Muret.
Selon une autre hypothèse, ces lys pourraient également illustrer le mariage en 1534 de la haute et noble dame Suzanne du Puy, héritière des seigneurs d'une grande partie des paroisses du Born et du Buch voisin, avec messire Gaston de Bourbon-Basian, issu de la famille royale. Jusqu'à son décès vers 1575, cette dame vit à deux pas de l'église, dans une maison dite  maison noble, aujourd'hui disparue.
La nef est allongée à une époque indéterminée grâce à des contreforts rentrants au niveau du chœur. Pendant la révolution française, une petite prison attenante à l'église est construite côté rue. Cette cellule est depuis transformée en chaufferie.
Jusqu'en 1852, l'église est bordée par un cimetière. En 1841, la municipalité fait l'acquisition d'un terrain au quartier du Sable, où elle transfère les sépultures. L'espace libéré devient la place publique actuelle sur laquelle donne la nouvelle mairie d'alors, devenue depuis l'office de tourisme.
La tour fortifiée devenue clocher est remanié en 1921 par la suppression de la salle forte et la construction, sur les murs du rez-de chaussée, d'un nouveau clocher de style néogothique, dessiné par l'architecte arcachonnais Marcel Tregan (à qui on doit aussi l'école des filles en 1913, le monument aux morts en 1926, le kiosque à musique en 1927 et la maison du percepteur en 1931). La construction, achevée en 1922, est réalisée par l'entrepreneur Jacques Plantey, également d'Arcachon.

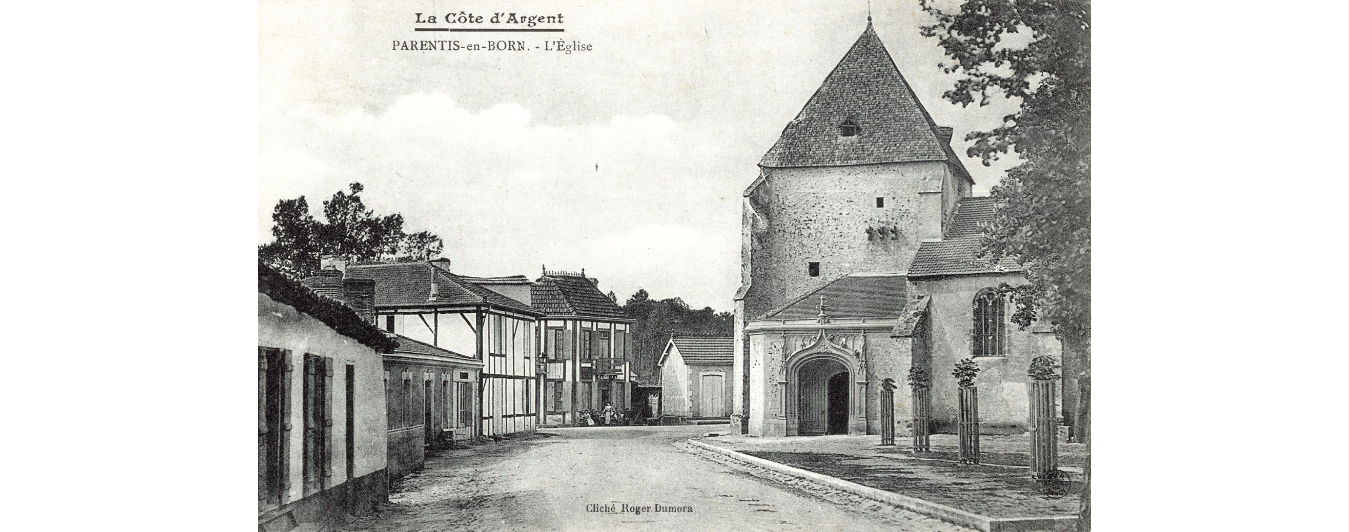
L'ancien clocher, avant 1921.

### Éléments intérieurs
Statues du porche

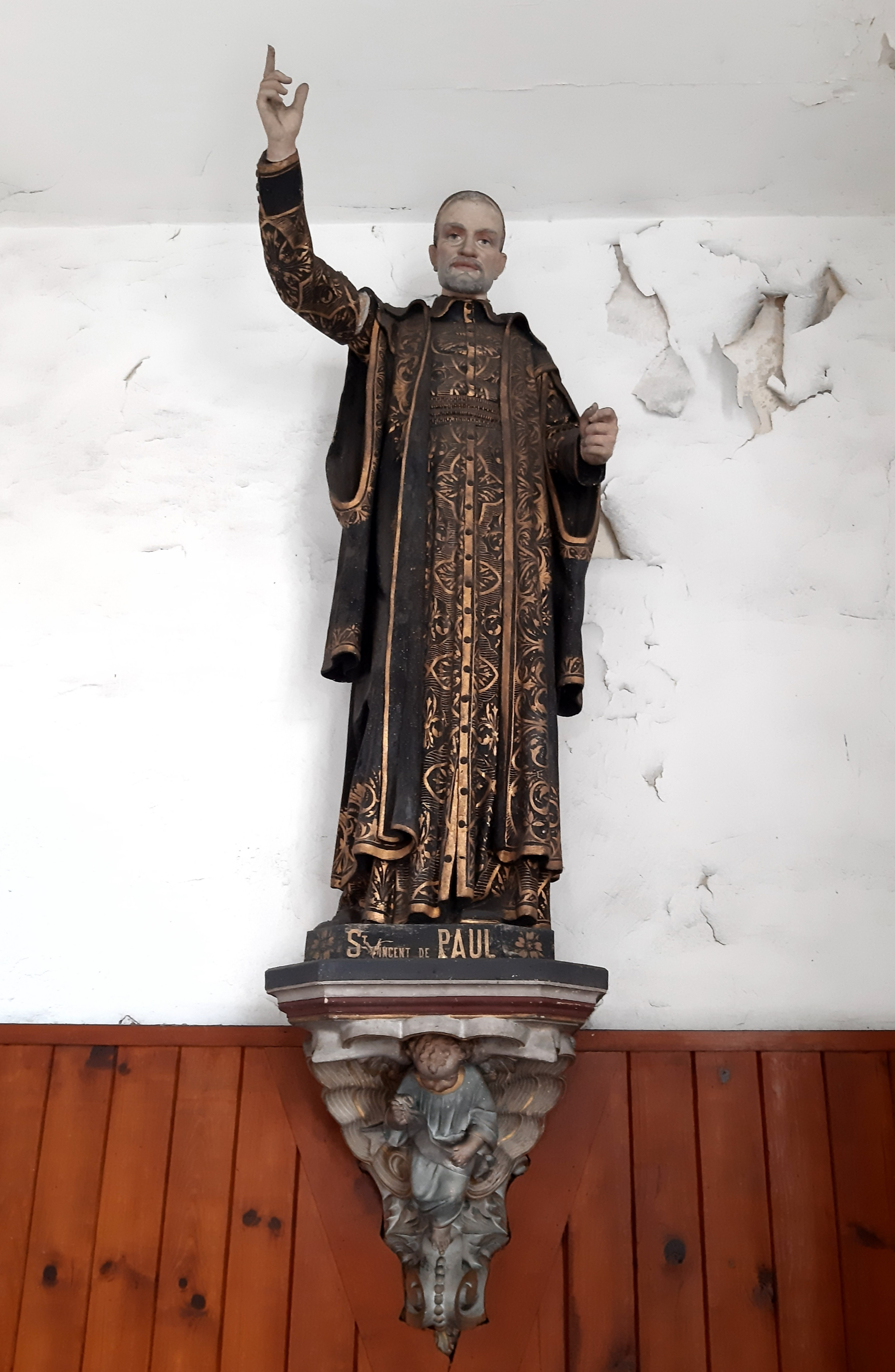
Statue de saint Vincent de Paul.
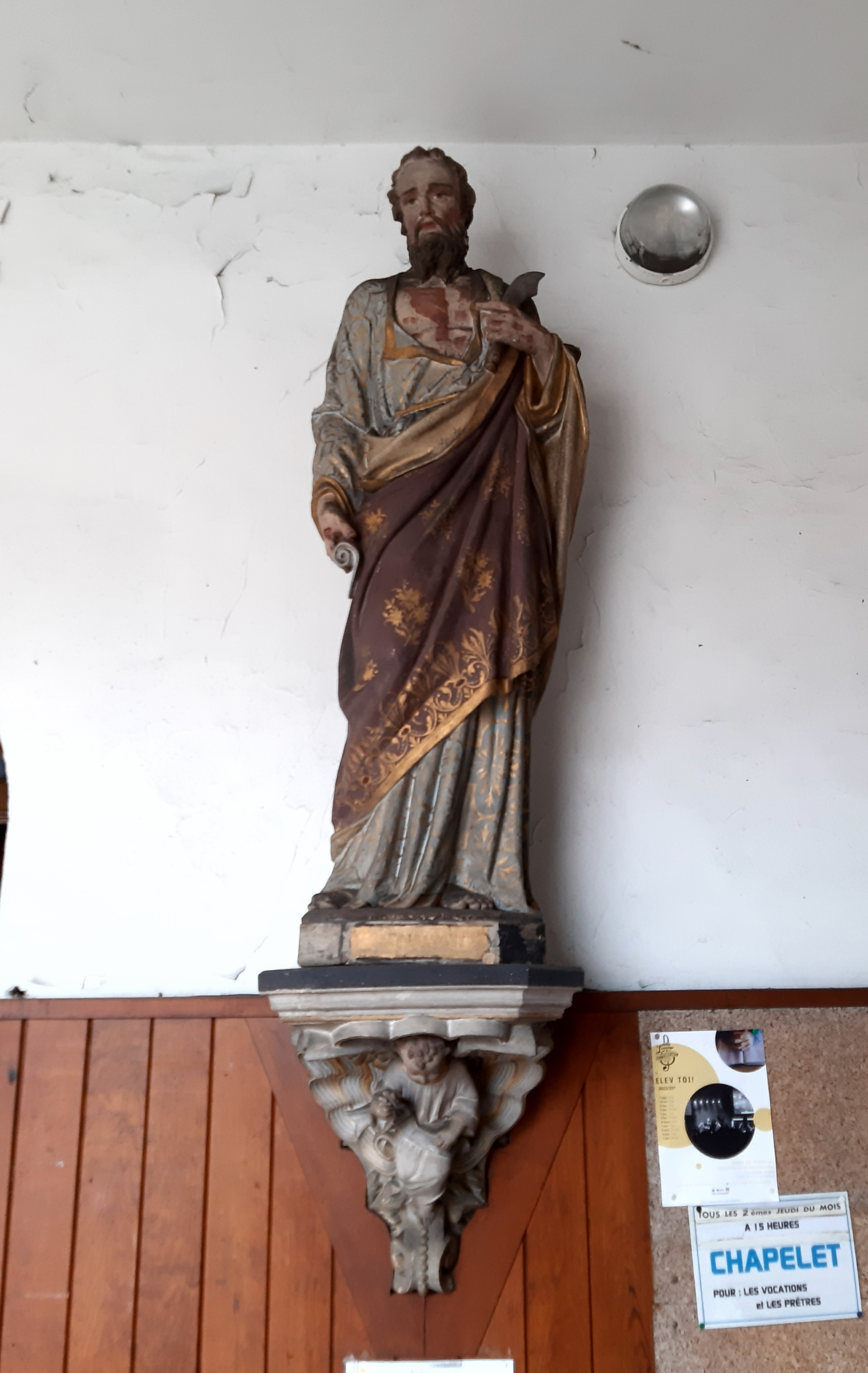
Statue de saint Joseph.
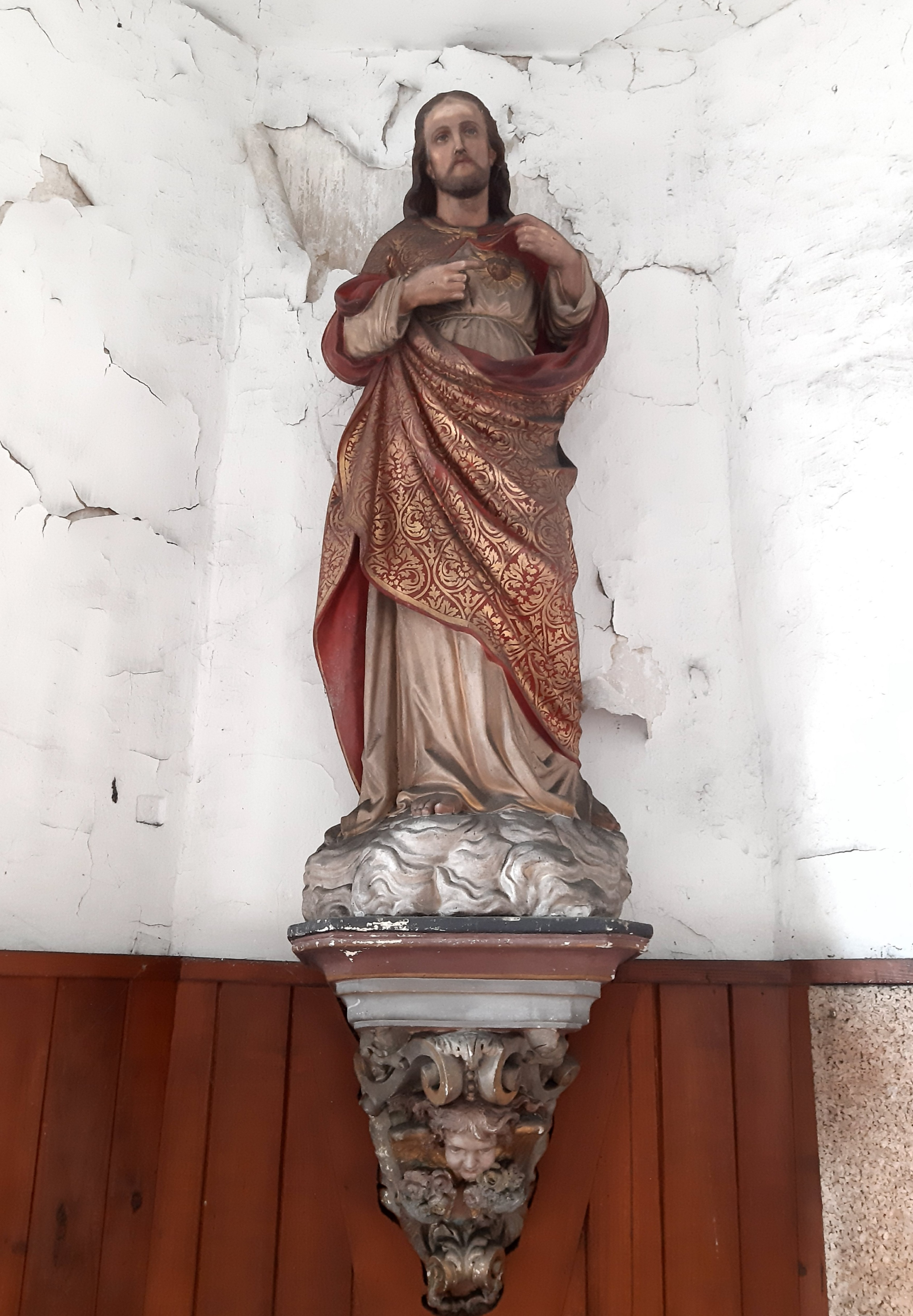
Statue du Sacré-Cœur de Jésus.

Statues de la nef
- Christ en croix daté du XVIIe siècle[n 3] taillé dans un seul morceau de bois de chêne[1], classé monument historique au titre d'objet le 05 novembre 1912[2]
- Grande Vierge à l'Enfant : vénérée sous le vocable de Note-Dame de Parentis, elle est cachée dans les combles pendant Révolution française et évite ainsi la destruction lors d'un pillage en 1793. Redécouverte à la fin du XIXe siècle, elle est placée sur la tribune, puis elle est peinte en blanc, ce qui  donne l'impression qu'elle est en plâtre. Dans les années 1920, elle est placée contre un retable en bois qui serait l'œuvre de l'abbé Duhourcau. Elle est redorée à la fin du XXe siècle[1]. Elle est classée monument historique au titre d'objet le 05 novembre 1912[3]
- Baptême du Christ : datant du XVIIIe siècle, on y reconnaît Jésus, Jean le Baptiste et le Saint-Esprit. Cet ensemble a lui aussi été sauvé des destructions liées à la Révolution[1]
- Vierge dorée : date du XIXe siècle. Dans la tradition, elle est portée en procession pour la fête de l'Assomption le 15 août[1]

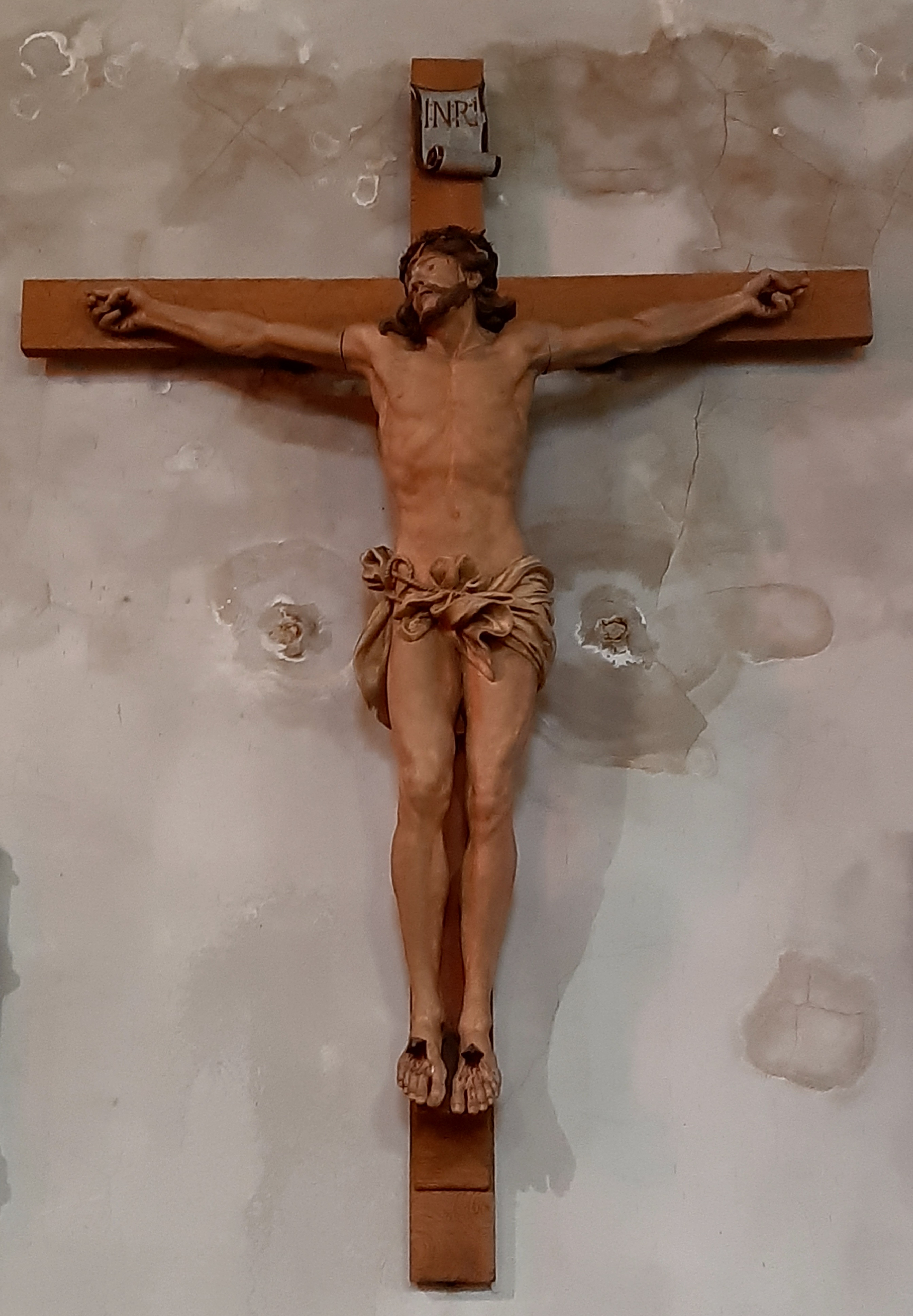
Christ en croix (XVIIe siècle).
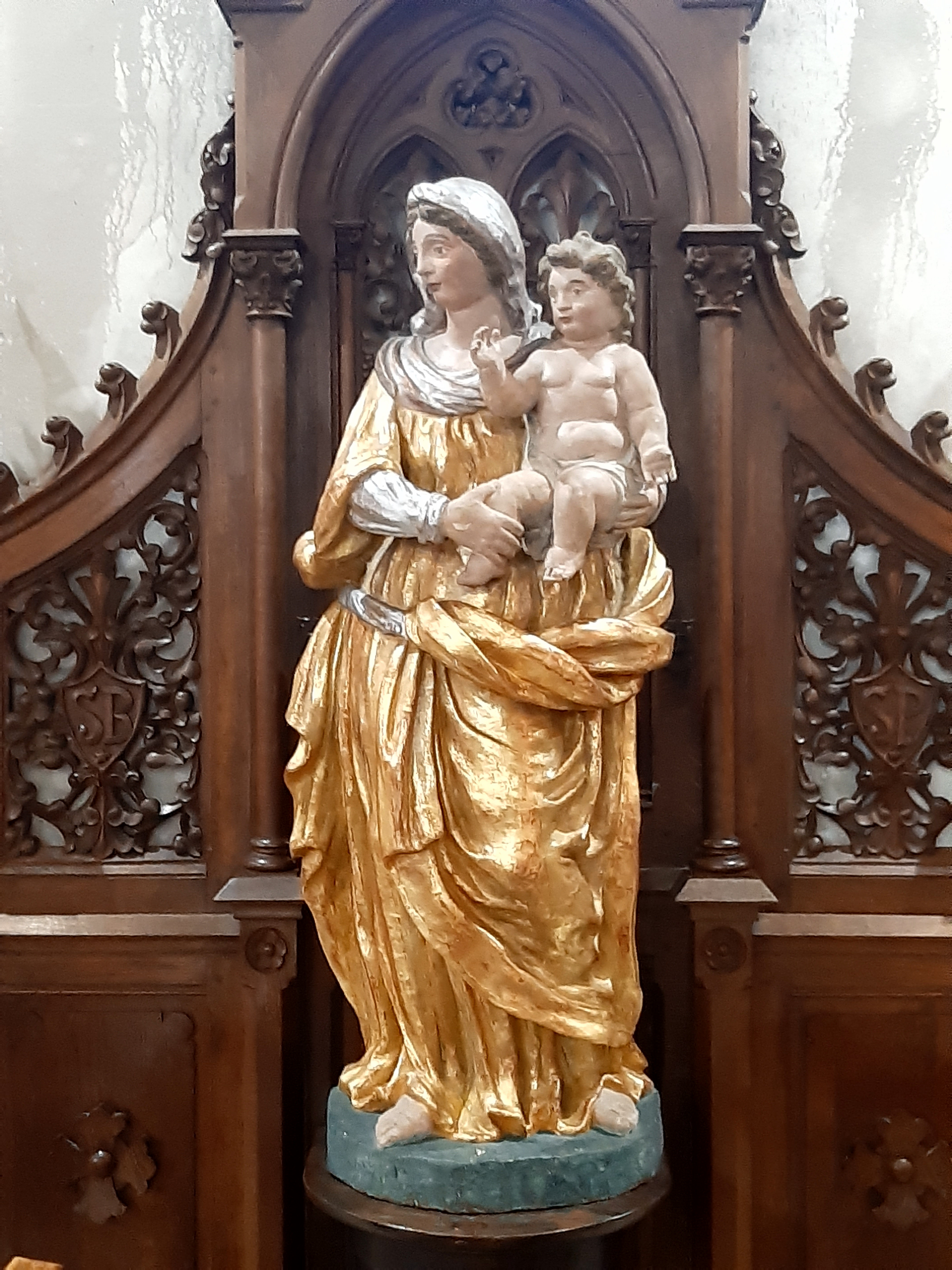
Statue de la Grande Vierge à l'Enfant.
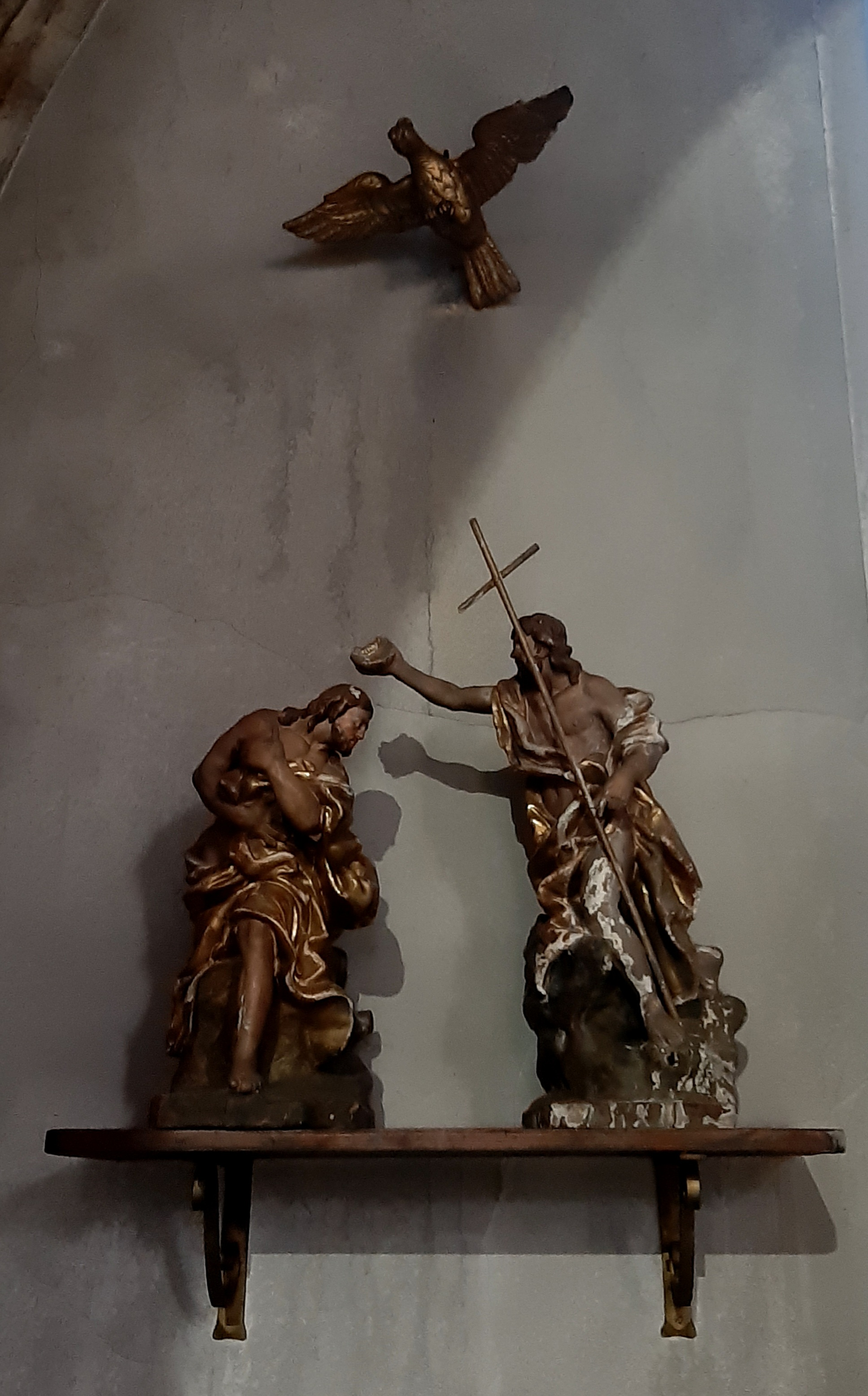
Statues représentant le baptême du Christ (XVIIIe siècle).
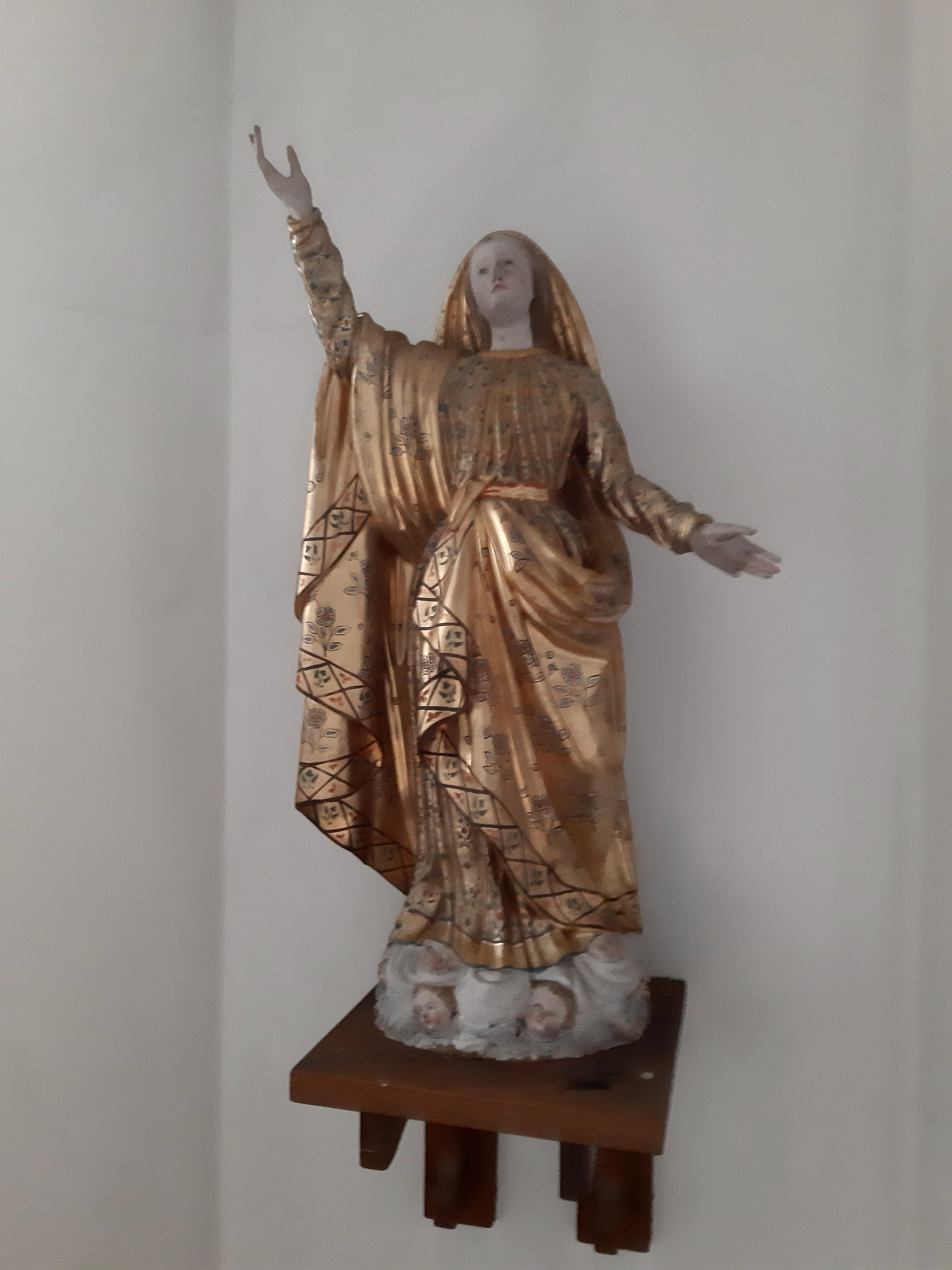
Statue de la Vierge dorée (XIXe siècle).

Portes
- porte des cagots murée et  son bénitier datant d'avant le XVe siècle[1]
- porte de style Louis XIV : porte de l'ancienne sacristie construite en 1690[1]
- porte d'entrée (1731) en extérieur : cadres en bois sculptés datant du règne de Louis XVI[1]

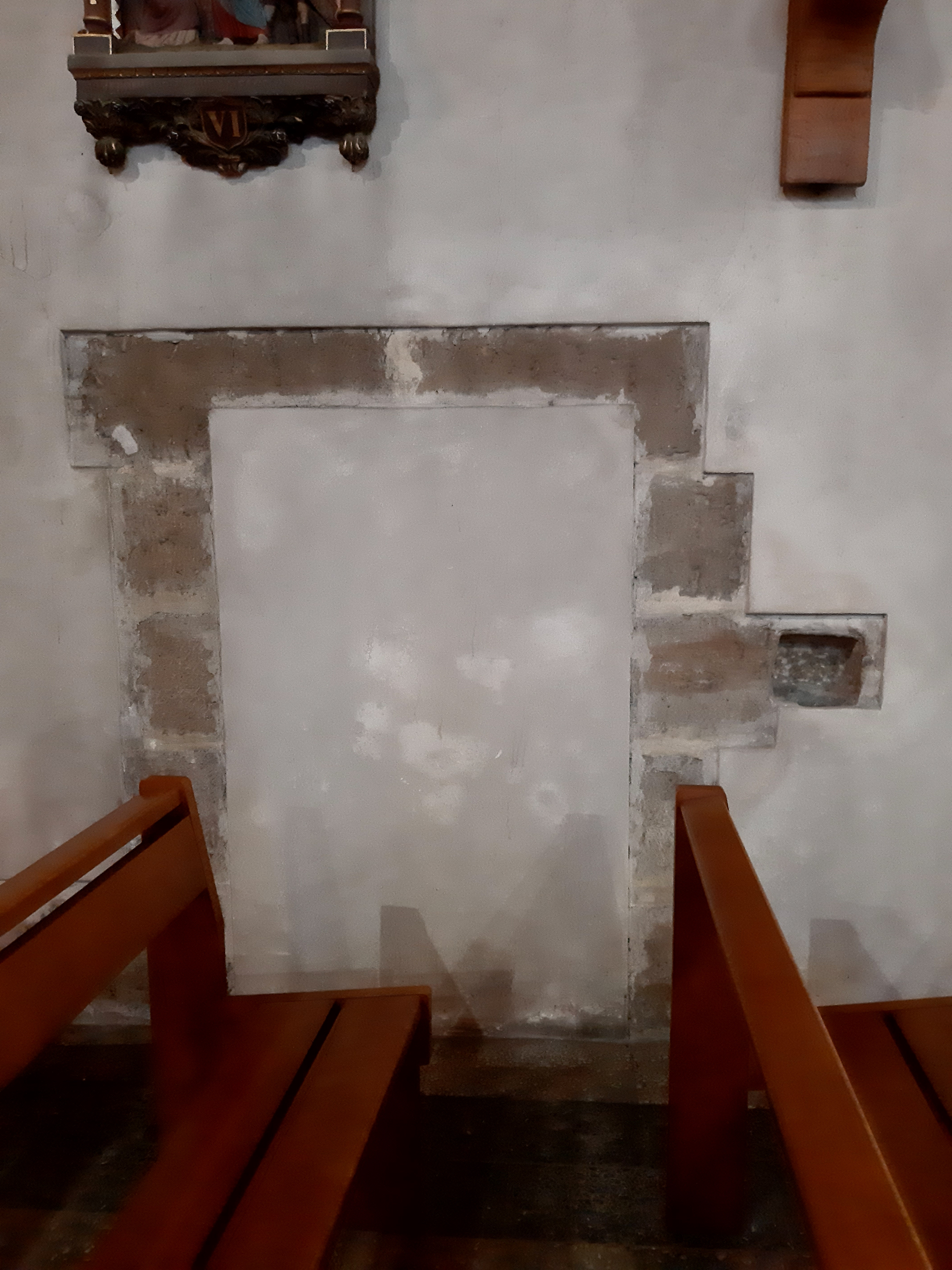
Porte des cagots murée et son bénitier

Autres éléments
- confessionnal, réalisé par la maison Laroque de Bordeaux en 1856[1]
- missel romain datant de 1714[1]
- vitraux du chœur : datant du XIXe siècle, ils représentent les apôtres Pierre, à qui le lieu est voué, et Barthélemy[1]
- chemin de croix : réalisé en 1840[1]
- bénitier
- monument aux morts

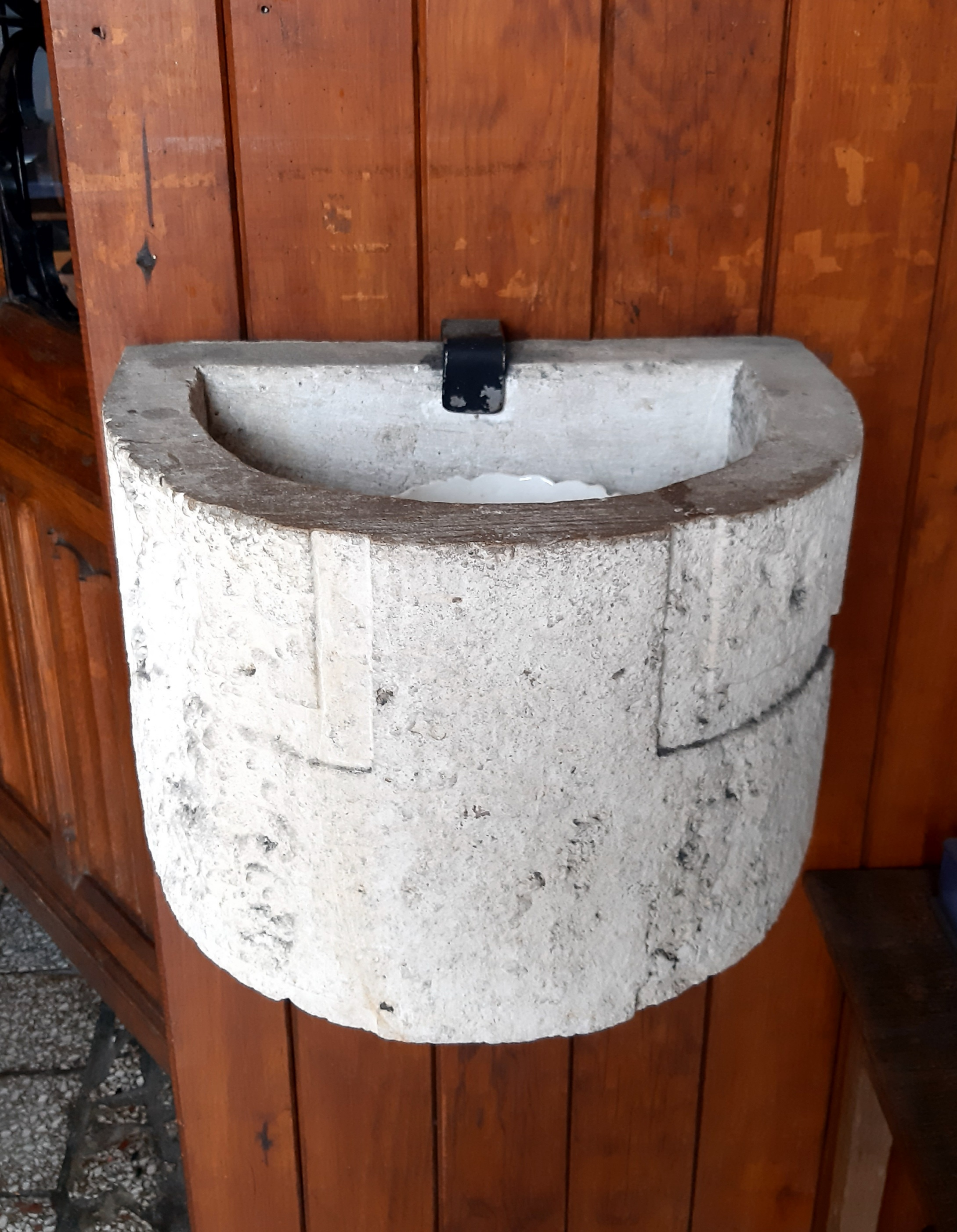
Bénitier
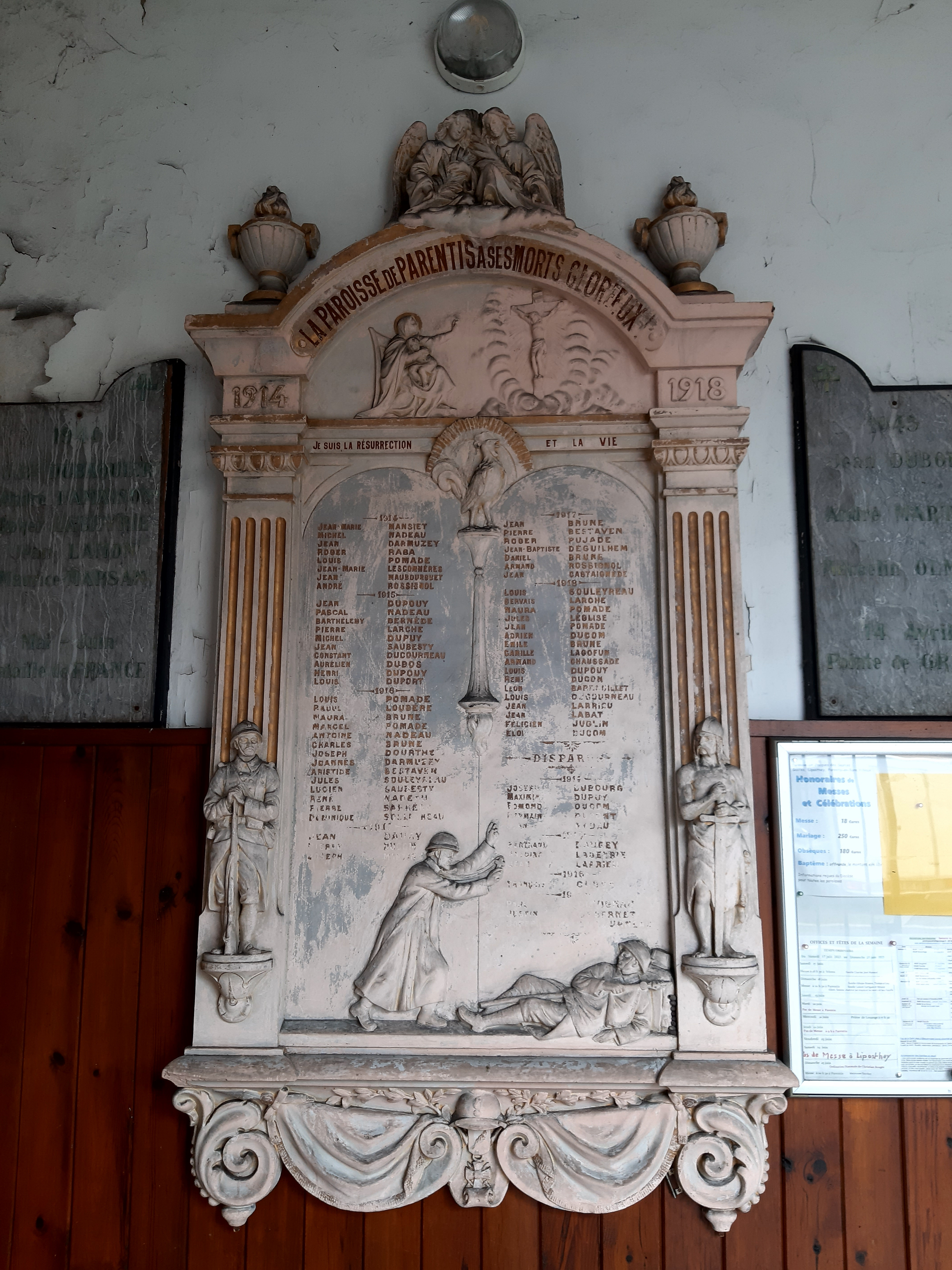
Monument aux morts

- autels :
  - maître autel : réalisé en marbre d'Italie[1]
  - autels de la Vierge et de Saint Michel : réalisés en marbre des Pyrénées (1867)[1]

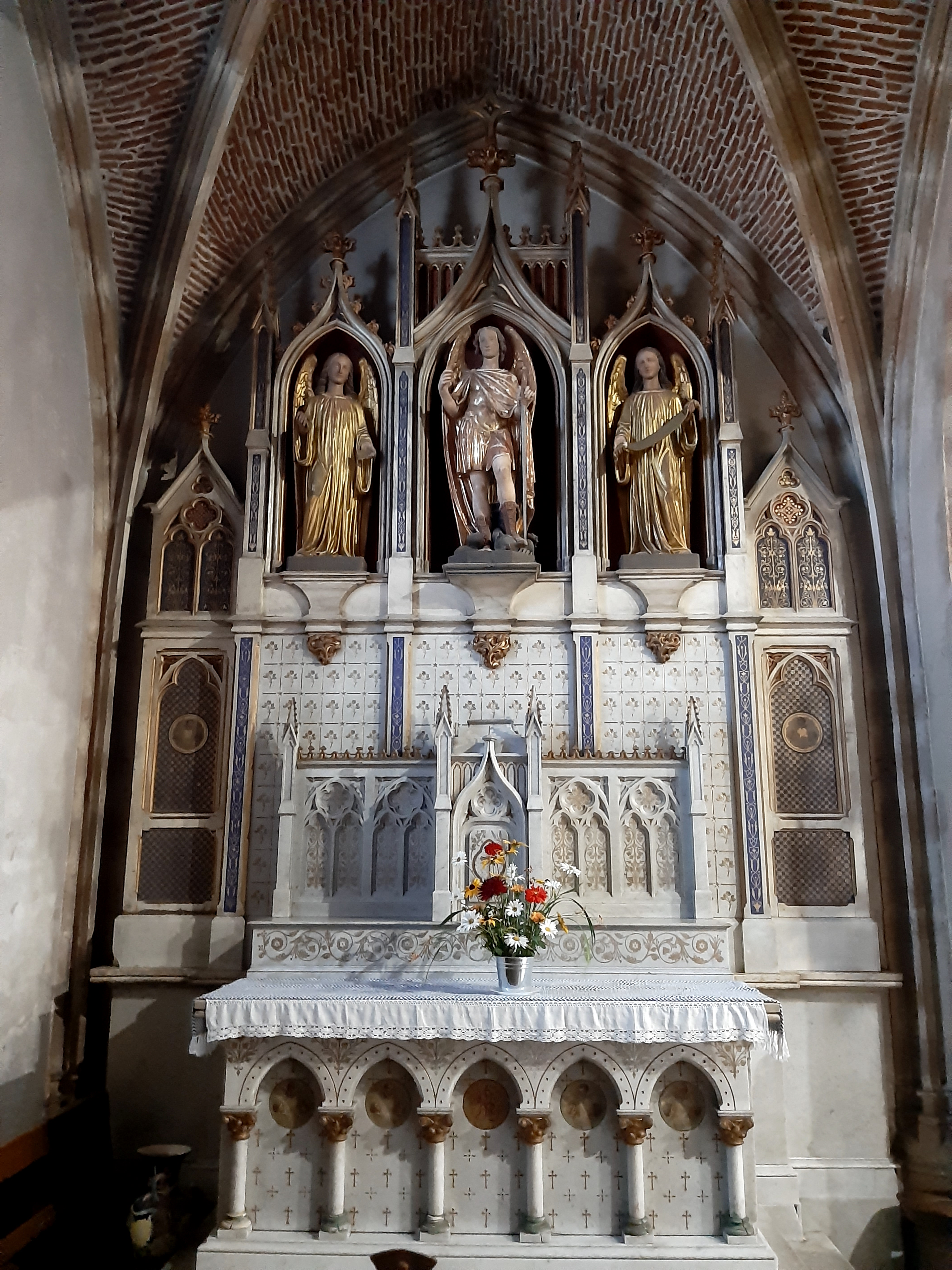
Collatéral nord, autel de Saint Michel (1867)
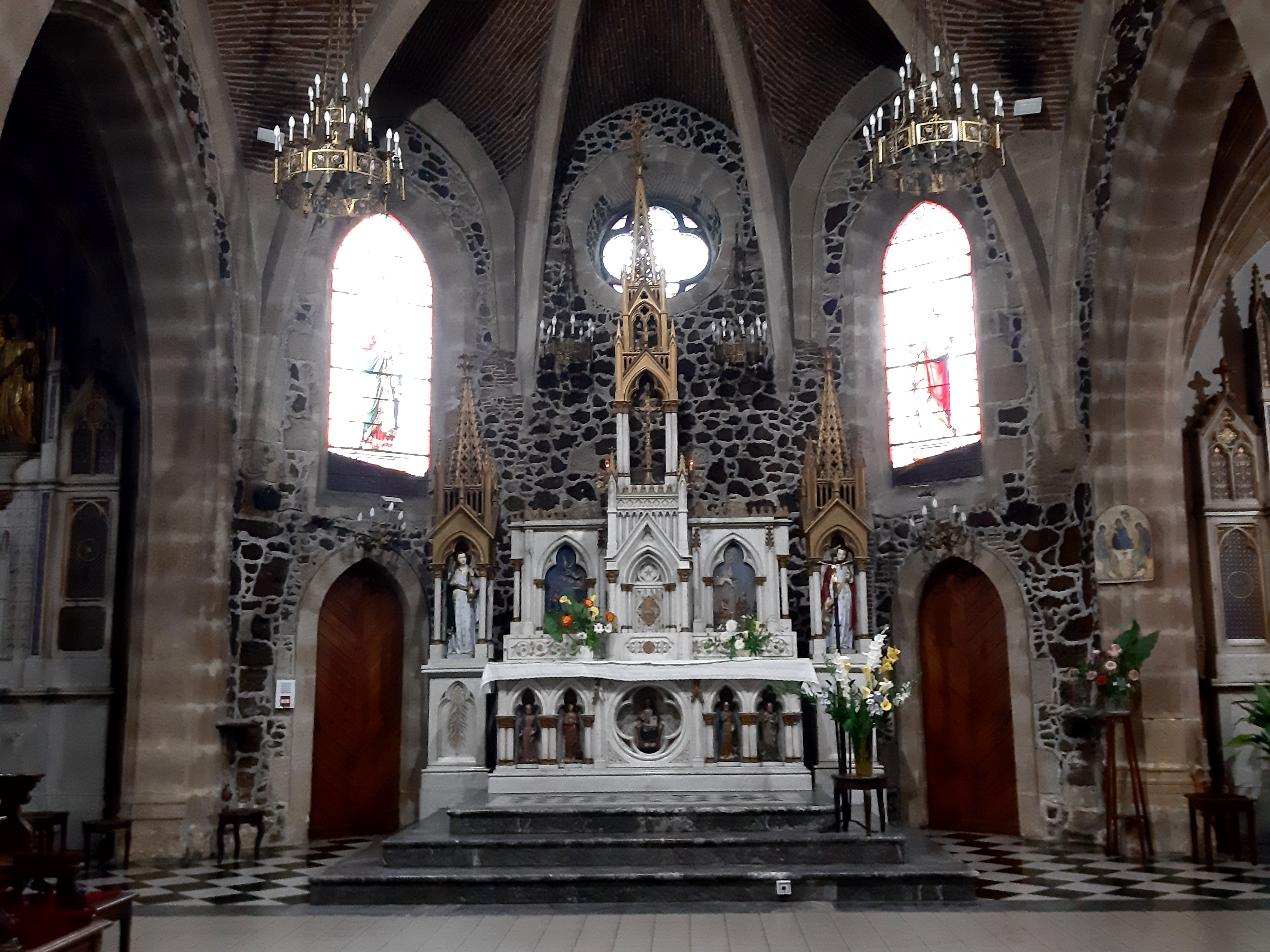
Chœur et maître autel
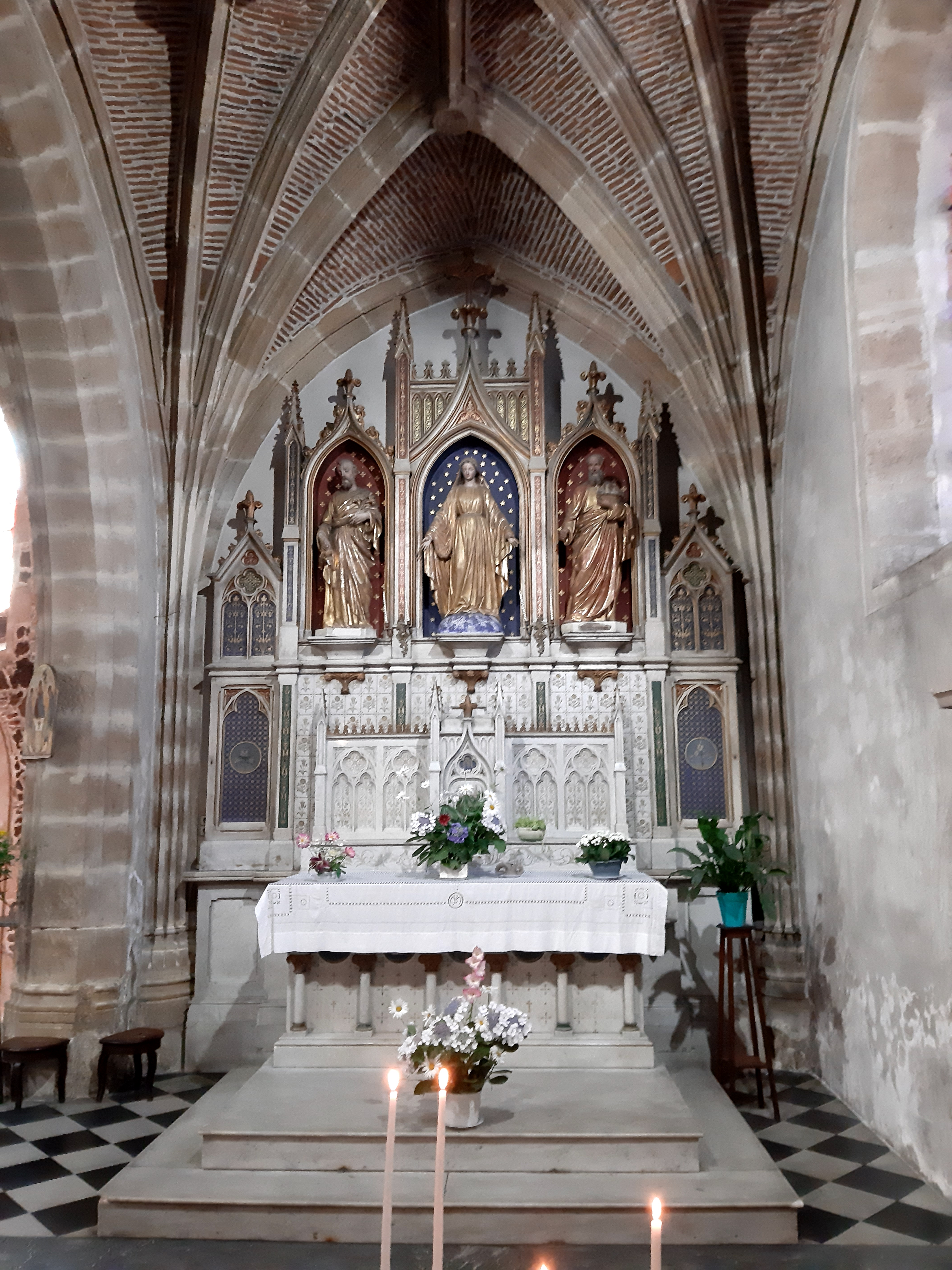
Collatéral sud, autel de la Vierge (1867)

- clefs de voûte[1] :
  - collatéral nord :
    - fleur avec huit pétales dans un octogone avec palmes au sommet des angles
    - blason énigmatique. Le curé Cazenave en 1887 y voit une hydre repliée sur elle-même ou un serpent. Au second plan, les clés de Saint Pierre, l'une est en or, céleste, l'autre en argent, terrestre
    - calice surmonté d'une hostie, le tout dans un nonagone irrégulier, lui-même à l'intérieur d'un décagone

  - nef centrale :
    - blason avec trois fleurs de lys, le tout encadré dans un hexagone avec palmes au sommet des angles. C'est le symbole du roi de France pour marquer son retour après l'occupation anglaise de l'Aquitaine et la guerre de Cent Ans.
    - saint Pierre, sculpté jusqu'à mi-jambes, coiffé de la tiare pontificale, tenant deux clefs dans ses mains. Les clefs sont de la même dimension que le personnage. Le tout est dans un octogone avec palmes au sommet des angles
    - figure géométrique où quatre clés sont réunies pour former une étoile qui est entourée d'un entrelacement d'arcs de cercle.
    - figure rayonnante encadrée dans un octogone avec palmes au sommet des angles et des boules entre les palmes
    - blason de saint Pierre évêque. La croix est à l'envers car alle symbolise le martyre de saint Pierre, qui choisit d'être crucifié la tête en bas par respect pour le Christ

  - collatéral sud :
    - blason du roi de France.  Deuxième blason royal, encadré dans un octogone, avec palmes au sommet des angles. Le blason est surmonté d'une couronne
    - rose : le symbolisme des fleurs est particulièrement important dans la religion catholique et la rose, riche en métaphores, est l'emblème de Marie[n 4]
    - pigne (nom vernaculaire de la pomme de pin), enveloppée dans une feuille de vigne, le tout dans un hexagone avec palmes au sommet des angles et de petits trèfles entre les palmes

  - autel de la Vierge
    - étoile à six branches avec au cœur un bouton de rose
    - au centre, marguerite dans un cercle, lui-même au cœur d'une étoile à huit branches
    - coquille Saint-Jacques, symbole des pèlerins de Compostelle. L'église Saint-Pierre est de longue date une étape du pèlerinage sur la voie littorale
    - hexagramme dont les parties se rejoignent au centre
    - à nouveau les Clés de saint Pierre[1]

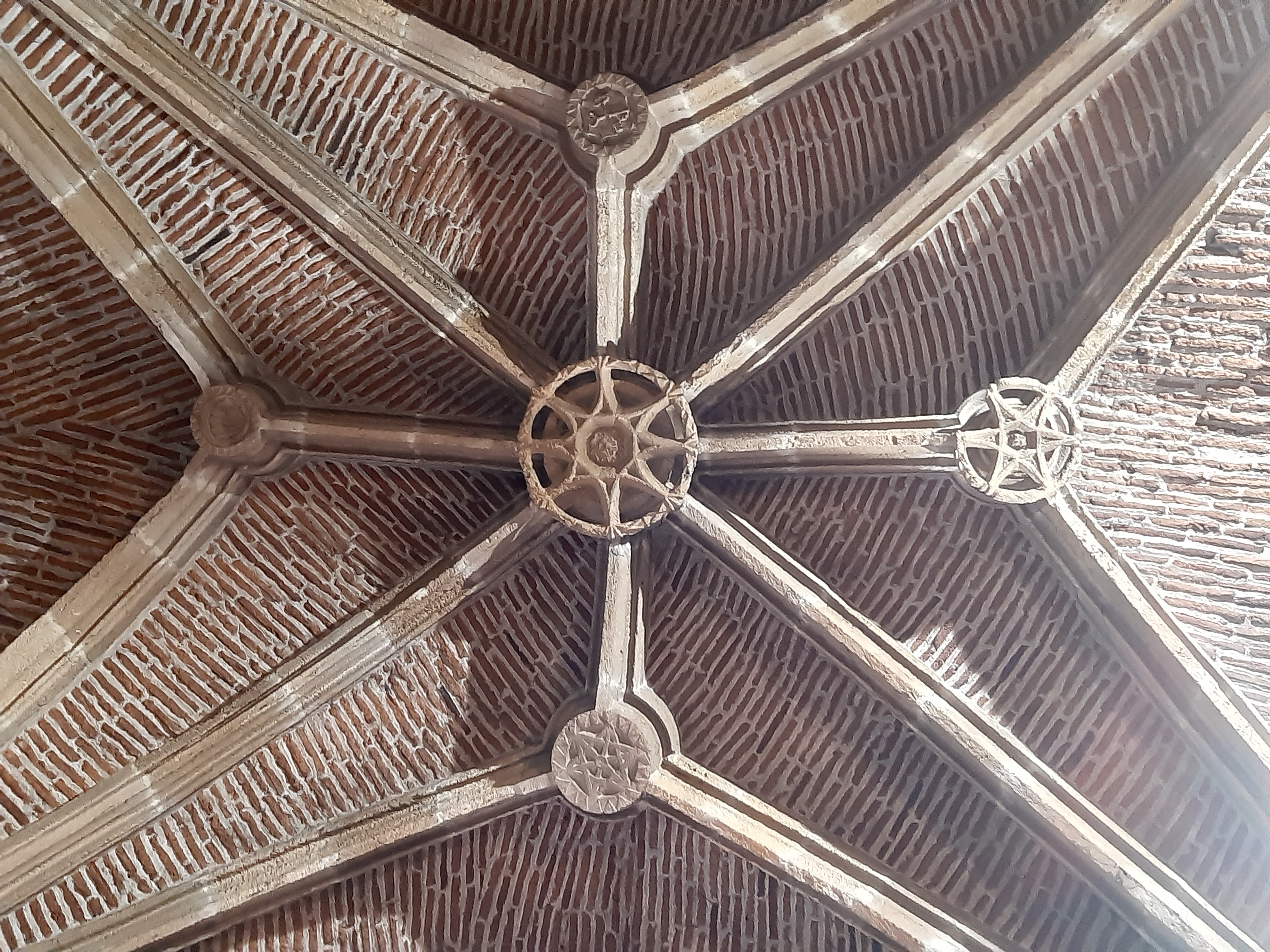
Clef de voûte
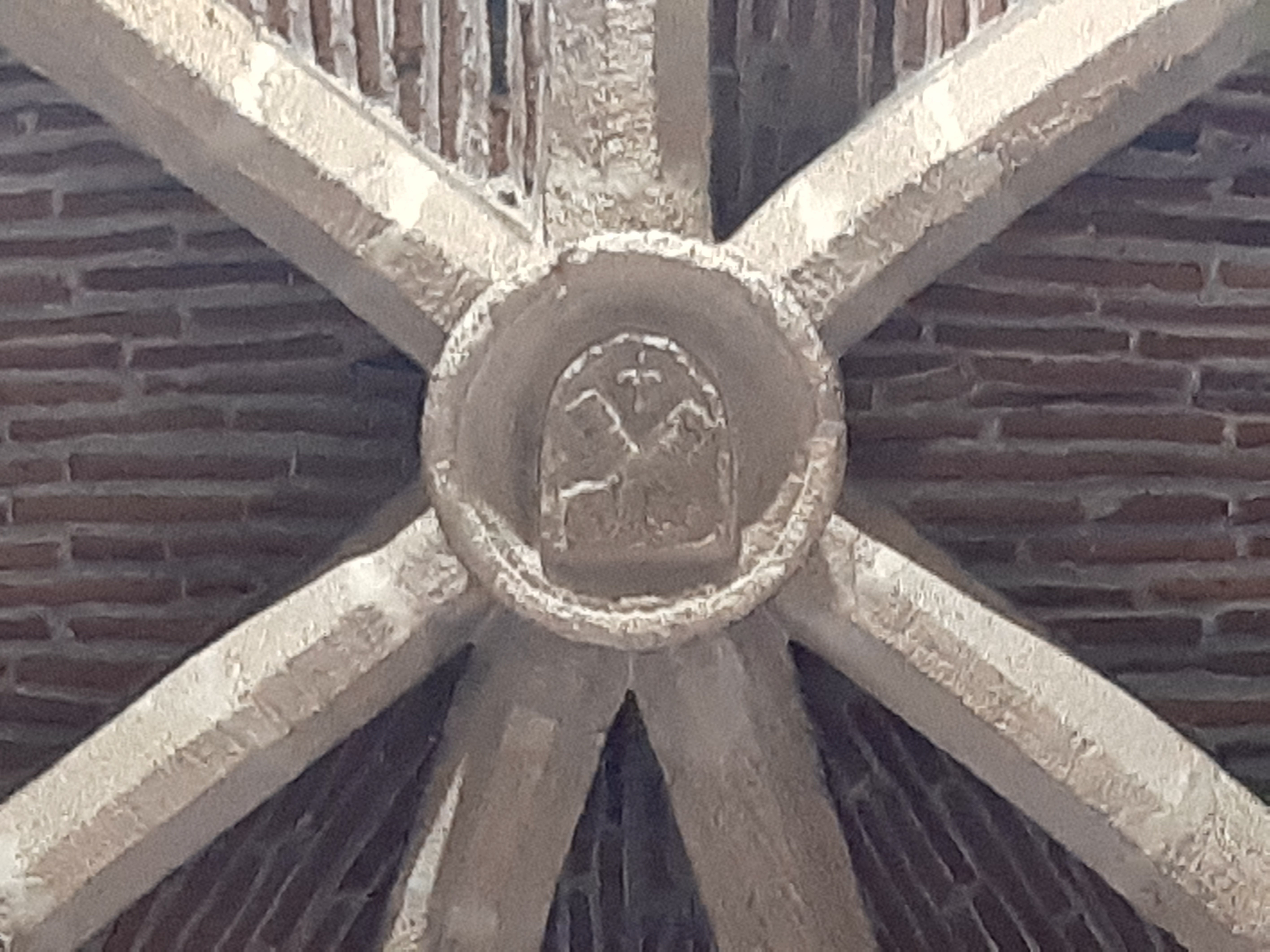

- modillons[n 5] :
  - ange ou sirène ? Plus probablement la seconde proposition, Parentis étant alors un village de pêcheurs ayant un accès à l'océan
  - buste d'un homme bien en chair
  - homme qui se prend la tête entre les mains au premier plan, derrière lui un bœuf attelé à une charrette[1]